# Campionato mondiale di enduro 2004
Il Campionato mondiale di enduro 2004, quindicesima edizione della competizione ha avuto inizio in Spagna il 13 marzo ed è terminata in Germania il 16 ottobre dopo 8 prove.

## Sistema di punteggio e legenda
| Pos.  | 1  | 2  | 3  | 4  | 5  | 6  | 7  | 8  | 9  | 10 | 11 | 12 | 13 | 14 | 15 | 16 | 17 | 18 | 19 | 20 | 21 > |
| ----- | -- | -- | -- | -- | -- | -- | -- | -- | -- | -- | -- | -- | -- | -- | -- | -- | -- | -- | -- | -- | ---- |
| Punti | 25 | 22 | 20 | 18 | 16 | 15 | 14 | 13 | 12 | 11 | 10 | 9  | 8  | 7  | 6  | 5  | 4  | 3  | 2  | 1  | 0    |

## E1

### Calendario
| Prova | Data          | Gran Premio                | Località               | Vincitore gara 1 | Vincitore gara 2 |
| ----- | ------------- | -------------------------- | ---------------------- | ---------------- | ---------------- |
| 1     | 13-14 marzo   | Gran Premio di Spagna      | Puerto Lumbreras       | Stefan Merriman  | Simone Albergoni |
| 2     | 20-21 marzo   | Gran Premio del Portogallo | Guimarães              | Stefan Merriman  | Stefan Merriman  |
| 3     | 24-25 aprile  | Gran Premio d'Italia       | Matelica               | Stefan Merriman  | Silvan Petteri   |
| 4     | 8-9 maggio    | Gran Premio di Francia     | Saint-Rémy-sur-Durolle | Stefan Merriman  | Silvan Petteri   |
| 5     | 5-6 giugno    | Gran Premio di Svezia      | Skövde                 | Stefan Merriman  | Stefan Merriman  |
| 6     | 26-27 giugno  | Gran Premio di Slovacchia  | Považská Bystrica      | Stefan Merriman  | Stefan Merriman  |
| 7     | 2-3 ottobre   | Gran Premio di Grecia      | Serres                 | Stefan Merriman  | Stefan Merriman  |
| 8     | 15-16 ottobre | Gran Premio di Germania    | Zschopau               | Stefan Merriman  | Stefan Merriman  |

### Classifiche finali

#### Piloti
| Pos. | Pilota               | Moto      | Punti |
| ---- | -------------------- | --------- | ----- |
| 1    | Stefan Merriman      | Yamaha    | 385   |
| 2    | Simone Albergoni     | Honda     | 306   |
| 3    | Bartosz Oblucki      | Yamaha    | 302   |
| 4    | Silvan Petteri       | KTM       | 284   |
| 5    | Richard Larsson      | TM        | 223   |
| 6    | Alessandro Belometti | KTM       | 211   |
| 7    | Mario Rinaldi        | Yamaha    | 188   |
| 8    | Hélder Rodrigues     | KTM       | 182   |
| 9    | Roberto Bazzuri      | Husqvarna | 167   |
| 10   | Fabien Planet        | KTM       | 140   |

#### Costruttori
| Pos. | Costruttore | Punti |
| ---- | ----------- | ----- |
| 1    | Yamaha      | 385   |
| 2    | KTM         | 309   |
| 3    | Honda       | 307   |
| 4    | TM          | 248   |
| 5    | Husqvarna   | 215   |
| 6    | Gas Gas     | 88    |
| 7    | Kawasaki    | 16    |
| 8    | Suzuki      | 0     |

## E2

### Calendario
| Prova | Data          | Gran Premio                | Località               | Vincitore gara 1 | Vincitore gara 2 |
| ----- | ------------- | -------------------------- | ---------------------- | ---------------- | ---------------- |
| 1     | 13-14 marzo   | Gran Premio di Spagna      | Puerto Lumbreras       | Juha Salminen    | Juha Salminen    |
| 2     | 20-21 marzo   | Gran Premio del Portogallo | Guimarães              | Juha Salminen    | Juha Salminen    |
| 3     | 24-25 aprile  | Gran Premio d'Italia       | Matelica               | Paul Edmondson   | Paul Edmondson   |
| 4     | 8-9 maggio    | Gran Premio di Francia     | Saint-Rémy-sur-Durolle | Juha Salminen    | Juha Salminen    |
| 5     | 5-6 giugno    | Gran Premio di Svezia      | Skövde                 | Juha Salminen    | Juha Salminen    |
| 6     | 26-27 giugno  | Gran Premio di Slovacchia  | Považská Bystrica      | Juha Salminen    | Juha Salminen    |
| 7     | 2-3 ottobre   | Gran Premio di Grecia      | Serres                 | Juha Salminen    | Juha Salminen    |
| 8     | 15-16 ottobre | Gran Premio di Germania    | Zschopau               | Juha Salminen    | Juha Salminen    |

### Classifiche finali

#### Piloti
| Pos. | Pilota             | Moto      | Punti |
| ---- | ------------------ | --------- | ----- |
| 1    | Juha Salminen      | KTM       | 372   |
| 2    | Paul Edmonson      | Honda     | 320   |
| 3    | Arnau Vilanova     | Honda     | 275   |
| 4    | Alessandro Botturi | KTM       | 241   |
| 5    | Valtteri Salonen   | Honda     | 224   |
| 6    | Paul Whibley       | Honda     | 209   |
| 7    | Mika Saarenkoski   | Husqvarna | 190   |
| 8    | Giovanni Sala      | KTM       | 188   |
| 9    | Andreas Toresson   | Husaberg  | 174   |
| 10   | Andrea Beconi      | Yamaha    | 167   |

#### Costruttori
| Pos. | Costruttore | Punti |
| ---- | ----------- | ----- |
| 1    | KTM         | 394   |
| 2    | Honda       | 352   |
| 3    | Gas Gas     | 213   |
| 4    | Husqvarna   | 200   |
| 5    | Yamaha      | 182   |
| 6    | Husaberg    | 174   |
| 7    | Sherco      | 35    |
| 8    | TM          | 4     |
| 9    | VOR         | 3     |

## E3

### Calendario
| Prova | Data          | Gran Premio                | Località               | Vincitore gara 1 | Vincitore gara 2 |
| ----- | ------------- | -------------------------- | ---------------------- | ---------------- | ---------------- |
| 1     | 13-14 marzo   | Gran Premio di Spagna      | Puerto Lumbreras       | Iván Cervantes   | Iván Cervantes   |
| 2     | 20-21 marzo   | Gran Premio del Portogallo | Guimarães              | Iván Cervantes   | Samuli Aro       |
| 3     | 24-25 aprile  | Gran Premio d'Italia       | Matelica               | Samuli Aro       | Samuli Aro       |
| 4     | 8-9 maggio    | Gran Premio di Francia     | Saint-Rémy-sur-Durolle | Samuli Aro       | David Knight     |
| 5     | 5-6 giugno    | Gran Premio di Svezia      | Skövde                 | Samuli Aro       | Samuli Aro       |
| 6     | 26-27 giugno  | Gran Premio di Slovacchia  | Považská Bystrica      | Samuli Aro       | Samuli Aro       |
| 7     | 2-3 ottobre   | Gran Premio di Grecia      | Serres                 | Samuli Aro       | Samuli Aro       |
| 8     | 15-16 ottobre | Gran Premio di Germania    | Zschopau               | Samuli Aro       | David Knight     |

### Classifiche finali

#### Piloti
| Pos. | Pilota              | Moto      | Punti |
| ---- | ------------------- | --------- | ----- |
| 1    | Samuli Aro          | KTM       | 355   |
| 2    | David Knight        | KTM       | 346   |
| 3    | Iván Cervantes      | KTM       | 312   |
| 4    | Mika Ahola          | Husqvarna | 273   |
| 5    | Anders Eriksson     | Husqvarna | 242   |
| 6    | Marko Tarkkala      | Husaberg  | 220   |
| 7    | Bjorne Carlsson     | Husaberg  | 218   |
| 8    | Sebastien Guillaume | Gas Gas   | 164   |
| 9    | Jani Laaksonen      | Gas Gas   | 143   |
| 10   | Swen Enderlein      | KTM       | 110   |

#### Costruttori
| Pos. | Costruttore | Punti |
| ---- | ----------- | ----- |
| 1    | KTM         | 400   |
| 2    | Husqvarna   | 296   |
| 3    | Husaberg    | 270   |
| 4    | Gas Gas     | 223   |
| 5    | TM          | 4     |